# Zoltán Szélesi
Zoltán Szélesi (Boedapest, 22 november 1981) is een Hongaars voormalig voetballer die als verdediger speelt. Nadien werd hij trainer.
Szélesi begon in de jeugd bij Újpest FC waar hij van 1998 tot 2004 in het eerste elftal speelde. In 2002 won hij met de club de Hongaarse beker en Supercup. Hierna speelde hij tot 2007 voor Energie Cottbus in Duitsland en aansluitend tot 2009 in Frankrijk voor RC Strasbourg. In het seizoen 2009/10 werd hij met Debreceni VSC Hongaars kampioen en werd de Ligakupa gewonnen. Sinds de zomer van 2010 speelt hij in Griekenland voor Ethnikos Olympiakos Volos FC. Die club werd in 2011 door de Griekse voetbalbond wegens corruptie naar het vierde niveau teruggezet. Eind oktober tekende hij tot het einde van het seizoen 2011/12 bij N.E.C.. Hij debuteerde op 30 oktober als invaller voor Nathaniel Will in de thuiswedstrijd tegen FC Utrecht. Deze wedstrijd werd met 3-1 gewonnen en Szélesi versierde de vrije trap waaruit NEC 3-0 maakte. Aan het einde van het seizoen werd zijn contract niet verlengd. In augustus 2012 tekende hij voor drie seizoenen bij zijn jeugdclub Újpest FC. Daar kwam hij in het seizoen 2013/14 niet meer aan bod waarna hij in april 2014 overstapte naar Puskás Akadémia FC waar hij een jaar later zijn loopbaan beëindigde.
Voor het Hongaars voetbalelftal speelde Szélesi sinds 2004 in totaal 27 wedstrijden.
Hij trad in dienst bij de Hongaarse voetbalbond en ging het onder 17 elftal trainen, onder meer op het Europees kampioenschap voetbal mannen onder 17 - 2017. Hij werd ook assistent-trainer van het Hongaars voetbalelftal. In oktober 2017 werd Szélesi interim bondscoach na het vertrek van Bernd Storck. Na twee wedstrijden werd eind 2017 Georges Leekens aangesteld als nieuwe bondscoach.